# Direct Energy Deposition
Con il termine Directed Energy Deposition, o abbreviato DED (Deposizione ad energia diretta) si intende un gruppo di tecnologie di Stampa 3D a metallo che utilizza un materiale sotto forma di polvere o filo, che viene depositato e fuso localmente tramite una fonte ad alta densità di energia (che può essere un fascio LASER, un fascio di elettroni, un arco elettrico). 
È una delle 7 tecnologie di stampa 3D base, indicate nella normativa ASTM e ISO / ASTM52900 - 15.
Tra le tecnologie DED troviamo varie tecnologie con diverse caratteristiche, in base al produttore, sotto i nomi di: Laser engineered net shaping (LENS), directed light fabrication, direct metal deposition, Laser Metal Deposition (LMD), Laser Deposition Welding (LDW), Rapid Plasma Deposition (di Norsk Titanium), WAAM (Wire Arc Additive Manufacturing), Electron Beam Additive Manufacturing (EBAM) e 3D laser cladding.
Tra le principali aziende che lavorano con tecnologie DED troviamo Trumpf, Optomec, FormAlloy, DMG Mori (che combina la tecnologia LDW ad una fresa a 5 assi), InssTek, Sciaky, Relativity, Norsk Titanium, ecc.
La testa di stampa può essere mossa da un sistema di mozione a controllo numerico con struttura a "Gantry", oppure attraverso un braccio robotico.
Tra i materiali utilizzabili molti metalli puri quali alluminio, rame, titanio, e leghe di nickel e rame o leghe di acciaio inox. La compatibilità di materiali varia in base agli specifici processi in uso.
Per evitare problematiche relative all'ossidazione si ricorre spesso alla creazione di un'area isolata tramite l'espulsione di un gas inerte.

## Applicazioni
La tecnologia DED è in grado di creare componenti di grande volume, tra le applicazioni troviamo la realizzazione di componenti nell industria aerospaziale, o la creazione di componenti meccanici tramite la tecnica Near Net Shape (Semiformati) è possibile creare delle parti con forme vicine a quelle finali, che saranno rilavorati con tecnologia CNC per ottenere la forma desiderata, impiegando minor tempo e sprecando minor materiale rispetto ad un blocco di materiale standard. 
Nel 2018, nella città di Amsterdam, è stato creato un ponte interamente stampato in 3D in acciaio utilizzando la tecnologia WAAM.

## Principali macchine che utilizzano tecnologia DED
| Produttore        | Nome               | Volume di stampa         | Tecnologia |
| Sciaky            | EBAM® 68           | 711 x 635 x 1600 mm      | EBAM       |
|                   | EBAM® 88           | 1219 x 89 x 1600 mm      | EBAM       |
|                   | EBAM® 110          | 1778 x 1194 x 1600 mm    | EBAM       |
|                   | EBAM®150           | 2794 x 1575 x 1575 mm    | EBAM       |
|                   | EBAM® 300          | 5791 x 1219 mm x 1219 mm | EBAM       |
| Optomec           | LENS 450           | 100 x 100 x 100 mm       | LENS       |
|                   | LENS MR-7          | 300 x 300 x 300 mm       | LENS       |
|                   | LENS 850-R         | 900 x 1500 x 900 mm      | LENS       |
|                   | LENS 860 Hybrid    | 860 x 600 x 610 mm       | LENS       |
| BeAM              | Modulo 250         | 400 x 250 x 300          | Laser DED  |
|                   | Modulo 400         | 650 x 400 x 400          | Laser DED  |
|                   | Magic 800          | 1200 x 800 x 800         | Laser DED  |
| InnsTek           | MX-600             | 450 x 600 x 350 mm       | DMT        |
|                   | MX-1000            | 1,000 x 800 x 650 mm     | DMT        |
|                   | MX-Grande          | 4,000 x 1,000 x 1000 mm  | DMT        |
| DMG Mori (Ibrida) | LASERTEC 65 3D     | 735 x 650 x 560 mm       | LDW        |
| Norsk Titanium    | MERKE IV           | 900 x 600 x 300 mm       | RPD        |
| Trumpf            | TruLaser Cell 3000 | 800 x 600 x 400 mm       | LMD        |
|                   | TruLaser Cell 7040 | 4000 x 2000 x 1000 mm    | LMD        |